# بوتیراس بیتینیا
بوتیراس یک شاهزاده از منطقه بیتینیا و پدر باس بیتینیا اولین حاکم مستقل بیتینیا بود، که از ۳۷۶ تا ۳۲۶ پیش از میلاد حکومت کرد. بیتینیا در نبرد اسکندر با هخامنشیان تصرف شد اما بعد ها کلانتوس یکی از ژنرال های اسکندر از باس فرزند بوتیراس شکست خورد و بیتینیا به یک سرزمین مستقل تبدیل شد.

## کتاب شناسی
- Smith, William (editor); Dictionary of Greek and Roman Biography and Mythology, "Bas", Boston, (1867)
- This article incorporates text  from the  Public Domain Dictionary of Greek and Roman Biography and Mythology by William Smith (1870), vol. 1, p. 465.بوتیراس بیتینیا